# Komm doch mal rüber
Komm doch mal rüber ist das erste Musikalbum der österreichischen Pop-Sängerin und Starmania-Gewinnerin Nadine Beiler.

## Hintergrund
Das Album entstand zwischen März und Ende April 2007 nach der Starmania-Tour 2007 und wurde von Alexander Kahr produziert. Alle Lieder des Albums sind auf Deutsch gesungen. Ein Song ist im tirolerischen Dialekt gesungen: Nua Do (Nur Hier) findet sich als Bonustrack auf einer limitierten Version des Albums.
Das Album ist generell dem Contemporary R&B zuzuschreiben, wobei sich auch Hip-Hop und Schlager-Elemente finden. Es stieg in Österreich auf Platz vier in die Charts ein und hielt sich fünf Wochen in der Hitparade.
Im Sommer 2007 ging Beiler mit dem Album auf Tour durch Österreich. Abschluss war ein Unplugged-Konzert in Wien.

## Titelliste
1. Ich will dich – 3:55
2. Um die Welt – 3:39
3. Wie ein Bild – 3:42
4. Zeig mir wie’s geht – 4:28
5. Was wir sind – 3:22
6. Sag meinen Namen – 2:59
7. Komm doch mal rüber – 4:05
8. Zählt nicht – 3:05
9. Erste Nacht – 4:02
10. Alles was du willst – 3:27
11. Meer sehen – 3:10
12. Nua do (nur hier) – 3:10

## Singleauskopplungen

### Alles was du willst
Alles was du willst war Beilers Debütsingle. Nach dem Sieg bei Starmania wurde die Single innerhalb einer Woche aufgenommen. Es waren mehrere Texte für den Song schon vor Beginn der Staffel geschrieben worden. Da Beiler mit Contemporary R&B beginnen wollte und Alles was du willst am passendsten schien, wurde dieses Lied ausgewählt. Am 2. Februar 2007 wurde es das erste Mal im Radio Ö3 vorgestellt, zwei Wochen später, am 16. Februar wurde es als Single veröffentlicht. Produzent war der zuvor mit Luttenberger*Klug und Christina Stürmer erfolgreiche Alexander Kahr.
Bereits am Tag der Premiere gab es Kritik unter den Ö3-Hörern und ORF-Zusehern, die monierten, dass Beilers Stimme zu leise, das Lied zu gefühlsbetont und schlagerähnlich sei. Man bezweifelte, dass Alles was du willst dem R&B zuzuordnen sei.
Das Lied war insgesamt zwölf Wochen in den Charts, die beste Platzierung war der 2. Rang.

### Was wir sind
Was wir sind ist die zweite Auskoppelung des Albums. Sie wurde am 4. Mai 2007 veröffentlicht und beim Dancing-Stars-Finale vorgestellt. Auch dieser Song wies Schlagerähnlichkeiten auf und erinnert laut Ö3-Moderator Gustav Götz „ein wenig an Yvonne Catterfeld“. Das Stück stieg auf Platz 15 der Charts ein und blieb acht Wochen in der Hitparade. Bei dem Lied handelt es sich um eine deutschsprachige Coverversion von Frank Wildhorns Something to Believe In, das dieser für Linda Eder geschrieben hatte.